# چارلز تیت
چارلز تِیت (به انگلیسی: Charles Tait) سناتور سابق عضو حزب دموکرات-جمهوری‌خواه بود. وی در سال ۱۸۰۹ تا ۱۸۱۹ میلادی سناتور ایالت جورجیا در سنای ایالات متحده آمریکا بود.

## زندگی
چارلز تِیت متولد در نزدیکی هانور، ویرجینیا است. وی با پدر و مادرش در نزدیکی پترزبورگ مستقر بودند و در سال ۱۷۸۳ به جورجیا نقل مکان کرد و در آنجا تحصیلات مقدماتی را انجام داد. چارلز در سال ۱۷۸۶ و ۱۷۸۷ در کالج کوکسبوری در ابیندون، مریلند و در سال ۱۷۸۸ در آکادمی ویلکس، واشینگتن، جورجیا تحصیل کرد.

## حرفه استادی و حقوق
تِیت استاد فرانسوی در کالج Cokesbury از سال ۱۷۸۹ تا ۱۷۹۴ بود، در حالی که او همچنین قانون را مطالعه کرده بود. او در سال ۱۷۹۵ تا ۱۷۹۸ مجری و استاد در آکادمی ریچموند، آگوستا، جورجیا بود.